# Reichshund

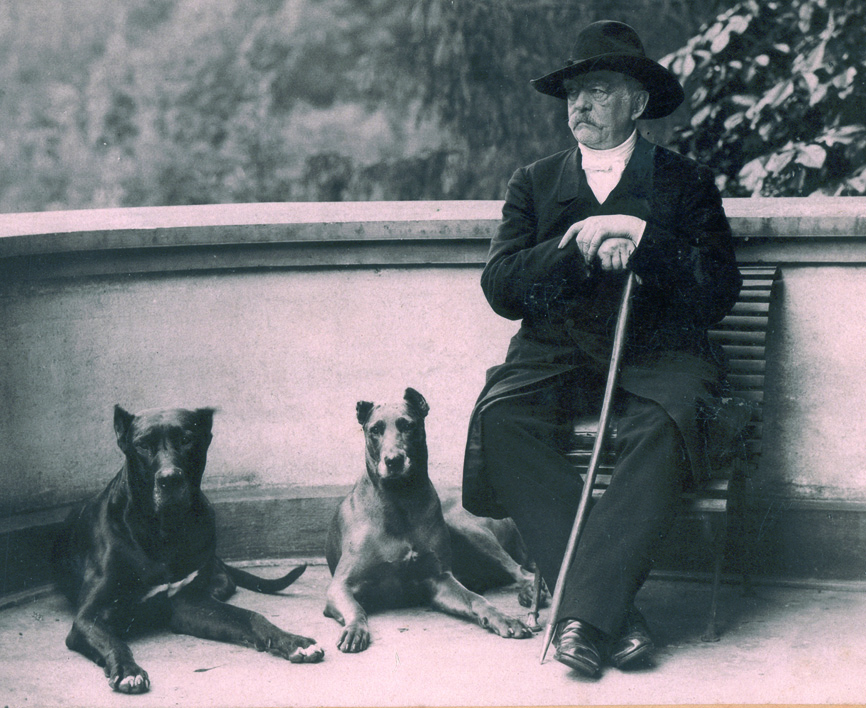
Otto von Bismarck mit seinen Reichshunden Tyras II und Rebecca in Friedrichsruh (am 6. Juli 1891)

Als Reichshunde wurden die Doggen Otto von Bismarcks bezeichnet. Der Begriff Reichshund wurde zunächst im Zuge des Berliner Kongresses von 1878 geprägt, bei dem Reichskanzler Bismarck mit einer Dogge aufgetreten war, und war infolgedessen im Kaiserreich für diese Hunderasse inoffiziell geläufig.

## Hintergrund
Die Revolution von 1848 hatte für die Bürger das Jagdrecht erkämpft. Die Hundehaltung kam zunehmend in Mode. Im Laufe des 19. Jahrhunderts wurden imposante Hunde von Personen des öffentlichen Lebens und der Politik, aber auch von den korporierten Studenten zu Repräsentationszwecken benutzt.

## Bismarcks Doggen

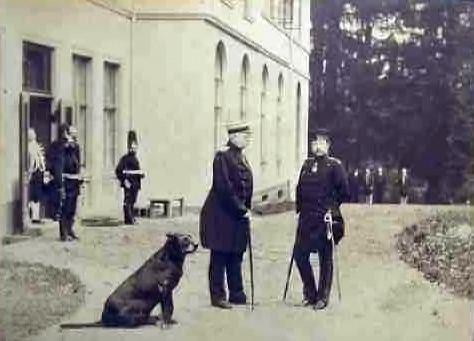
Bismarck mit Tyras I und Kaiser Wilhelm II. in Friedrichsruh, 1888

Otto von Bismarck (1815–1898) besaß nacheinander mehrere Doggen; sie wurden in Varzin bei Köslin begraben, wo Bismarck ein Landgut besaß.
Bekannt wurden Sultan († 26. Oktober 1877), der aus diplomatischen Gründen, um Vertreter des Osmanischen Reichs nicht zu verstimmen, Sultl genannt wurde, und Tyras; Letzterer hatte einen Nachfolger gleichen Namens. Tyras I war ein Geschenk des Grafen Holnstein vom 8. November 1877 und verstarb unter weltweiter Anteilnahme am 19. Januar 1889. Sultl wurde Bismarck nach dem Kissinger Attentat am 13. Juli 1874 ebenfalls vom Grafen Holnstein zum Schutz seiner Person geschenkt. Tyras II war ein Geburtstagsgeschenk Kaiser Wilhelms II. und starb am 11. Mai 1896; er war das Modell für die Dogge, die neben Bismarck auf dem Sockel des 1946 demontierten Leipziger Bismarck-Denkmals stand.

### Tyras und die russischen Hosen

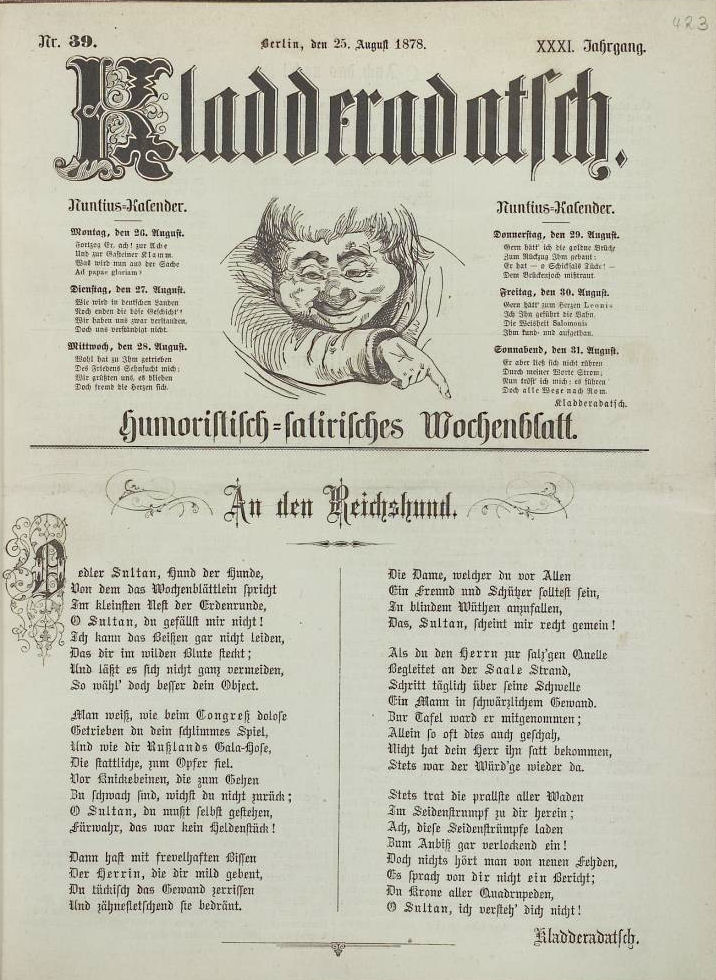
Kladderadatsch Nr. 39, 25. August 1878

Im Jahr 1878 war Bismarck beim Berliner Kongress, den er leitete, mit seiner Dogge Tyras I erschienen. Das Tier, dessen Auftritt bei den ausländischen Staatsmännern Befremden auslöste, ging auf den russischen Außenminister Gortschakow los und zerriss ihm die Hosen. Infolge dieses Vorfalls veröffentlichte die Satirezeitschrift Kladderadatsch am 25. August 1878 auf der Titelseite der Nummer 39 ein Gedicht mit dem Titel „An den Reichshund“, worin es hieß:

„Aedler Sultan, Hund der Hunde,

Von dem das Wochenblättlein spricht

Im kleinsten Nest der Erdenrunde,

O Sultan, du gefällst mir nicht!

[…]

Man weiß, wie beim Congreß dolose

getrieben du dein schlimmes Spiel,

Und wie dir Rußlands Galahose,

Die stattliche, zum Opfer fiel.

Vor Knickebeinen, die zum Gehen

Zu schwach sind, wichst du nicht zurück;

O Sultan, du mußt selbst gestehen,

Fürwahr, das war kein Heldenstück.

[…]“

Dass Sultan seit einem Dreivierteljahr tot und Tyras der eigentliche Übeltäter war, hatte sich in der Redaktion des Kladderadatsch im August 1878 noch nicht herumgesprochen. Der Reichshund wurde im Folgenden gelegentlich gegenüber Kaiser Wilhelm II., der Dackel bevorzugte, herbeizitiert. So dichtete Karl Friedrich Henckell (1864–1929) im Jahr 1886 die Verse: „Der Kaiser ist heiser, der Reichshund bellt / Bald geht aus den Fugen die ganze Welt […].“

### Weitere Reichshunde
Weniger bekannt waren die Doggenhündinnen Flora, genannt Flörchen, die mit Sultan gepaart wurde, und später als letzter seiner Hunde Rebecca, genannt Beckchen († 1897). Die eigene Nachzucht für Tyras I, eine Deutsche Dogge namens Cyrus, übergab Bismarck aufgrund des Geschenks von Wilhelm II. an seinen Oberförster.

## Wirkungen

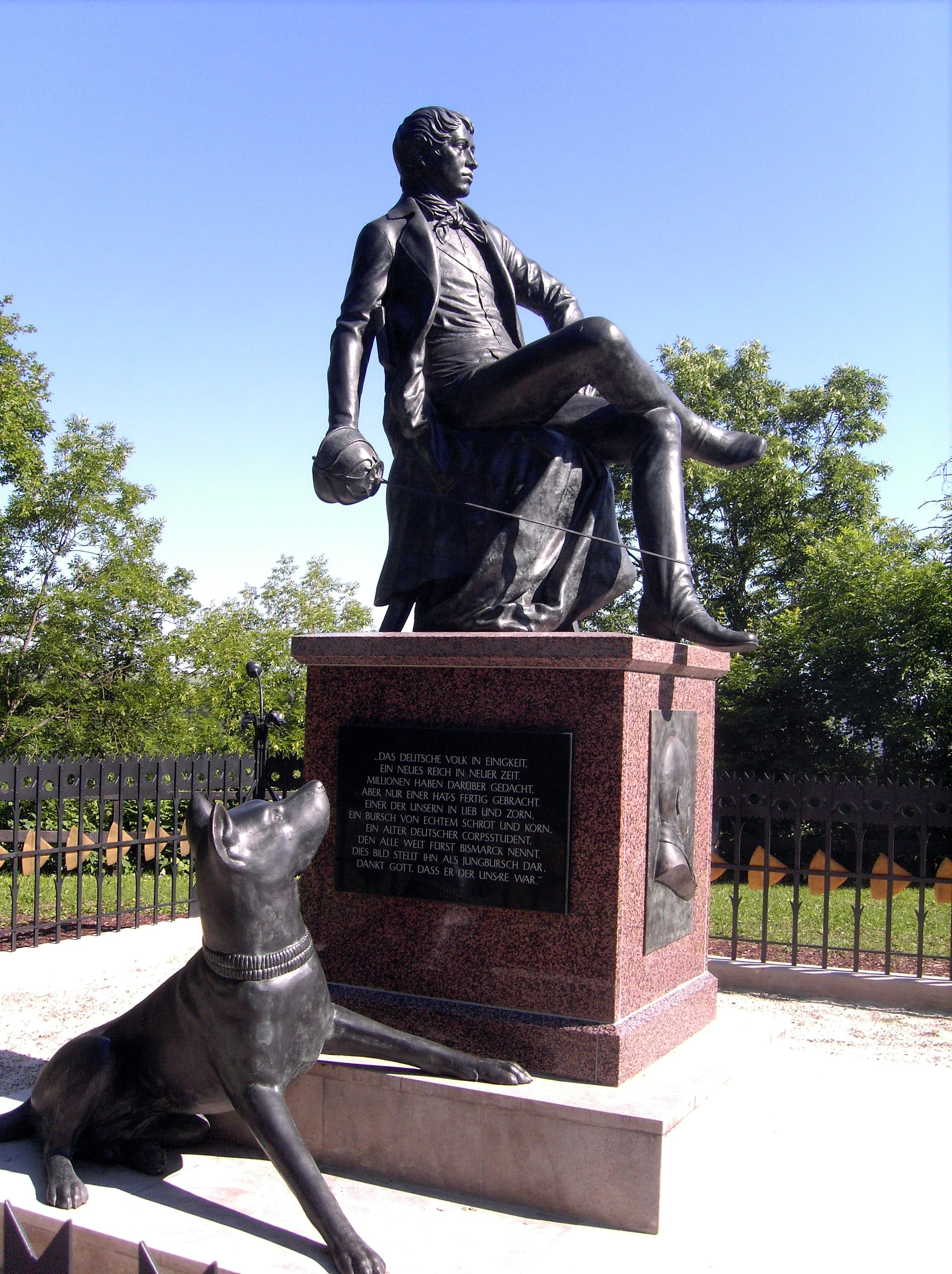
Norbert Pfretzschner (1850–1927): Jungbismarck-Denkmal mit Reichshund auf der Rudelsburg, enthüllt 1896 (demontiert 1951/52; Nachguss)

Das von Corpsstudenten initiierte sogenannte Jungbismarck-Denkmal von 1896 auf der Rudelsburg zeigt einen mit den entsprechenden Insignien ausgestatteten jungen Bismarck nebst einer Dogge am Fuße des Sockels. Berichtet wird, Bismarck habe als Student in Göttingen 1832/33 eine Dogge namens Ariel besessen.
Unter den in den Corps organisierten Studenten kam in der zweiten Hälfte des 19. Jahrhunderts, und verstärkt im deutschen Kaiserreich, die Sitte auf, sich einen sogenannten Corpshund zu halten, einen Renommierhund als „canis familiaris academicus“. So wie die Modehunde die Damen begleiteten, wurden die Tiere in das Pauklokal sowie in den Kneipsaal mitgenommen und nicht selten mit Couleur ausstaffiert. Eine Karikatur in den „Lustigen Blättern“ von 1906 zeigt eine für die Mensur ausgerüstete, dickliche Gestalt, zwischen deren Beinen eine Dogge den Boden leckt. Die Bildunterschrift: „Weg da, Tyras! Frühschoppen ist nachher!“ assoziiert den populären Hund Bismarcks.
Heinrich Mann karikierte mit dem Reichshund in seinem Roman Der Untertan, erstmals erschienen 1918, die Treue zur Obrigkeit. „Untertan“ Heßling, selber Besitzer eines Dackels nach dem Vorbild seines Kaisers, wird beim Regierungspräsidenten von Wulckow vorstellig, aber nicht gleich vorgelassen. Während er wartet, kommt die präsidiale Dogge Schnaps, kratzt an der Tür zum Arbeitszimmer, wird hereingerufen und klinkt die Türe auf. Heßling folgt dem Hund. Der Regierungspräsident quittiert, ohne von seinem Schreibtisch aufzublicken, Heßlings Ansprache mit „Nanu, quatschst du auch schon, Schnaps?“ und beachtet den Besucher nicht weiter. Der Hund treibt dann eine Weile sein Spiel mit dem vor Angst schwitzenden Heßling.